# Roi Sánchez
Roi Sánchez Santabárbara (* 15. März 1984 in Vigo, Spanien) ist ein spanischer Handballtrainer.
Sánchez war bis 2012 als Co-Trainer für Academia Octavio in der Liga ASOBAL tätig. Daneben arbeitete er auch für die Königliche spanische Handballföderation.
Von 2013 bis 2017 war Sánchez bei der TSV Hannover-Burgdorf Jugendtrainer und Co-Trainer der Bundesligamannschaft. Von 2017 bis 2021 war er Trainer der 2. Mannschaft sowie Co- und Torwarttrainer der 1. Mannschaft des spanischen Erstligisten FC Barcelona. Ab der Saison 2021/22 war er als Nachfolger von Jürgen Schweikardt Trainer des deutschen Erstligisten TVB 1898 Stuttgart. Nachdem die Mannschaft die ersten fünf Spiele der Saison 2022/23 des TVB Stuttgart verloren hatte, wurde er vom Amt des Trainers freigestellt.
Im Sommer 2023 übernahm er den spanischen Zweitligisten UBU San Pablo Burgos.
Sánchez ist Vater einer Tochter.